# Sylvia Felder

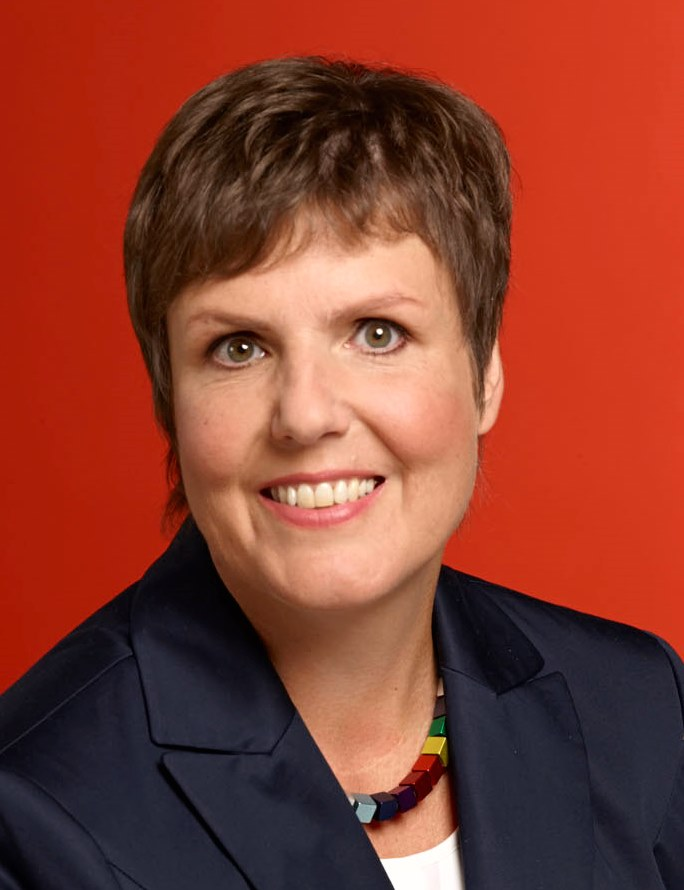
Sylvia Felder (2016)

Sylvia Maria Felder (* 17. Februar 1967 in Gernsbach als Sylvia Maria Karcher) ist eine deutsche Politikerin (CDU). Seit April 2019 ist sie Regierungspräsidentin des Regierungsbezirks Karlsruhe.

## Ausbildung und Beruf
Nach dem Abitur am Gymnasium Gernsbach studierte Sylvia Felder Jura an der Eberhard-Karls-Universität in Tübingen mit Examen im Jahr 1992. Sie wurde selbständige Rechtsanwältin in Gernsbach.

## Politische Tätigkeit
Felder war von 1999 bis 2013 Vorsitzende des CDU-Kreisverbandes Rastatt. Sie war von 1996 bis 2019 Mitglied des Kreistages des Landkreises Rastatt, ist seit 2013 Mitglied im Vorstand des CDU-Kreisverbandes Rastatt und war von 2014 bis März 2019 Mitglied des Gemeinderates der Stadt Gernsbach. Am 22. April 2015 nominierten die CDU-Mitglieder im Landtagswahlkreis 32 (Rastatt) sie zur Kandidatin für die Landtagswahl 2016. Mit einem Stimmenanteil von 25,6 % verlor sie die Wahl knapp gegen die Grünen-Kandidatin Kirsten Lehnig, kam jedoch über ein Zweitmandat in den Landtag. Im April 2019 wurde sie als Nachfolgerin von Nicolette Kressl Regierungspräsidentin des Regierungsbezirks Karlsruhe. Im Zuge dessen legte sie auch ihr Landtagsmandat nieder. Für sie rückte Alexander Becker in den Landtag nach.

## Familie und Privates
Die Tochter eines Rechtsanwaltes ist römisch-katholisch. Sie ist verheiratet mit dem Juristen und Manager Rupert Felder, die Kinder wurden 1994, 1996 und 2000 geboren. Sie ist die Schwägerin des 2012 verstorbenen Pastoraltheologen Michael Felder.